# Félix Mayol
Répertoire
- Viens, poupoule ! (1902)
- La Matchiche (1905)
- La Paimpolaise (1908)

Pour les articles homonymes, voir Mayol.
Félix Antoine Henry Mayol est un chanteur français né à Toulon le 18 novembre 1872 et mort dans la même ville le 26 octobre 1941. Chanteur populaire, caractérisé par sa houppe, à la réputation internationale, sa carrière s'étend de la fin du XIXe siècle à la fin des années 1930. Il laisse un témoignage visuel et sonore à travers l'enregistrement de ses phonocènes, et un héritage constitué du stade qu'il a offert à sa ville, qui porte son nom et où évolue de nos jours le Rugby club toulonnais.

## Biographie

Mayol et sa troupe, affiche d'Adrien Barrère, 1915.

Lors sa naissance son père Aimé Félix Mayol, second maître canonnier est en mission. Sa mère Julie Patin est modiste. Il meurt dans la même ville le 26 octobre 1941.
Après des débuts modestes à Toulon et au Palais de Cristal de Marseille, Félix Mayol est engagé à Paris au Concert parisien le 1er mai 1895, où il connaît rapidement le succès. Une anecdote publiée dans ses mémoires rapporte que faute de trouver un camélia, que les hommes élégants portaient à l'époque au revers de leur redingote, il prend un brin de muguet qui devient son emblème. La proéminente houppe de cheveux qu'il arbore — et qui le fait surnommer « l'artiste au toupet rouquin » ou « flamme de punch » — devient également si célèbre qu'elle inspire de nombreux imitateurs : Romerty, Doray, Rosel, De Certos, Elvhard ; des chanteurs débutent dans le « répertoire Mayol », comme Georgel et Alibert.
Il connaît son premier grand succès en 1896 avec La Paimpolaise de Théodore Botrel. En 1900, après un bref passage à l'Eldorado où il chante À la cabane bambou, il est engagé à la Scala. C'est là qu'il crée le titre qui le rendra aussi riche que célèbre : Viens, poupoule !, d'après une chanson allemande arrangée par Henri Christiné et Alexandre Trébitsch (1902). Il récidive en 1905 avec La Matchiche, l'adaptation d'une chanson-danse espagnole à la mode. La même année, il tourne treize phonoscènes sous la direction d'Alice Guy. Il a déjà à son actif de nombreux enregistrements sur cylindres et sur disques.
En 1907, son opérette Cinderella à la Scala ne convainc pas, contrairement à l'une des chansons du spectacle, Les Mains de femmes qui devient un succès, suivi en 1908 de Cousine. Son cachet atteint alors la somme de 1 000 francs-or, ce qui lui permet de racheter en 1910 le Concert parisien qui prend désormais son nom, le concert Mayol. Vedette principale des spectacles qui s'y jouent, il lance à son tour de jeunes artistes, parmi lesquels Valentin Sardou (père de Fernand et grand-père de Michel Sardou), Maurice Chevalier, Émile Audiffred et Raimu. Il passe la main à Oscar Dufrenne en 1914.
Il entame alors une tournée dans la France entière et les pays francophones avec les tournées Baret. Sa renommée passe si bien les frontières que Charlie Chaplin vient l'écouter[réf. nécessaire]. La période 1914-1918 est marquée, comme pour de nombreux artistes, par de nombreuses chansons anti-allemandes, destinées à maintenir le moral des troupes. Sa carrière marque le pas après la Première Guerre mondiale. Il publie ses Souvenirs en 1929, fait « sept adieux au public parisien » en 1938 et se retire à Toulon.
Il y recueillera notamment en 1932 à la villa Fémina, dans sa propriété du Cap-Brun dit « Clos Mayol », l'ancienne artiste de café-concert et comédienne Paula Brébion qui y restera jusqu'à son décès en 1952.

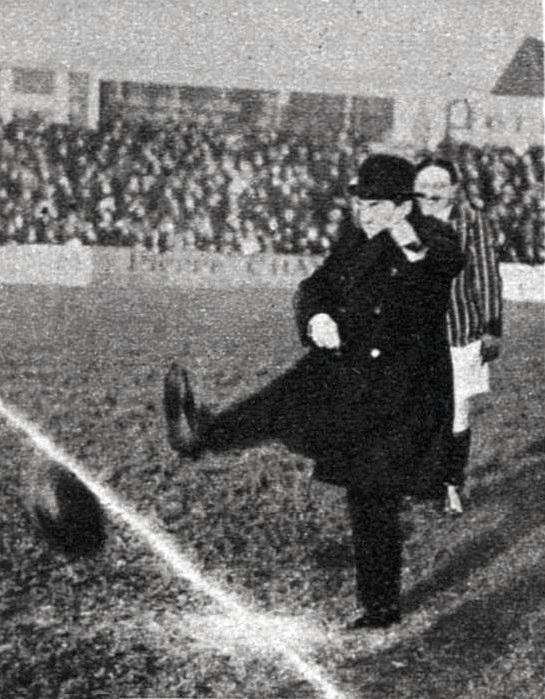
Félix Mayol donnant le coup d'envoi du match olympique de Paris-Toulon, en novembre 1924.

Attaché à sa ville natale et particulièrement à son club de rugby, il offre 60 000 francs-or pour financer la construction d’un stade qui porte son nom, le stade Mayol. Le muguet porte-bonheur qu'il affectionnait est devenu l'emblème du club et le somptueux dîner qu'il offrit aux joueurs pour fêter le titre de 1931 est resté dans les annales. Le traditionnel muguet de sa boutonnière était artificiel car il ne pouvait pas en supporter le parfum.
L'homosexualité de Mayol, liée à son « jeu de scène efféminé », fait de Mayol la cible des journalistes ; à l'époque, les chansonniers et autres auteurs y font souvent allusion, tel le mariage entre Mayol et Mistinguett inventé de toutes pièces et qui fit beaucoup rire. Dans ses Mémoires, Mayol évoque sa « petite amie ». Mais un témoignage de Louis Merlin dans ses Mémoires restitue que Mayol « était spirituel en diable et ne se fâchait qu'à un seul propos, où il était intraitable : les plaisanteries que faisaient les journalistes chansonniers et revuistes — Rip en particulier auquel il vouait une haine féroce — sur son genre efféminé : “Je suis un mâle, que diable. Que je préfère les jeunes garçons aux jeunes filles ne regarde que moi”. C'est bien pourquoi lorsque je le voyais s'intéresser soudainement à tel consommateur ou à tel passant dans le “bel âge”, je prétextais un rendez-vous soudain pour ne point le gêner… ».
Dans ses chansons, souvent très graveleuses, Mayol emploie la plupart du temps le « nous » du collectif masculin. Ces chansons mettent en scène des prostituées ou des femmes toujours accueillantes à la rencontre sexuelle.
Mayol est enterré au cimetière central de Toulon.

## Répertoire Mayol

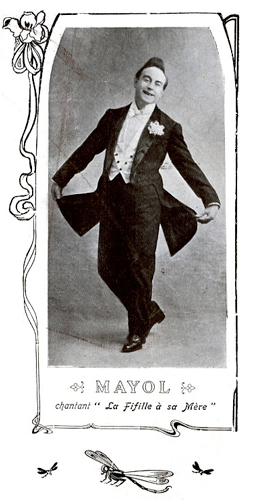
Félix Mayol chantant La Fifille à sa mère, photographe anonyme.

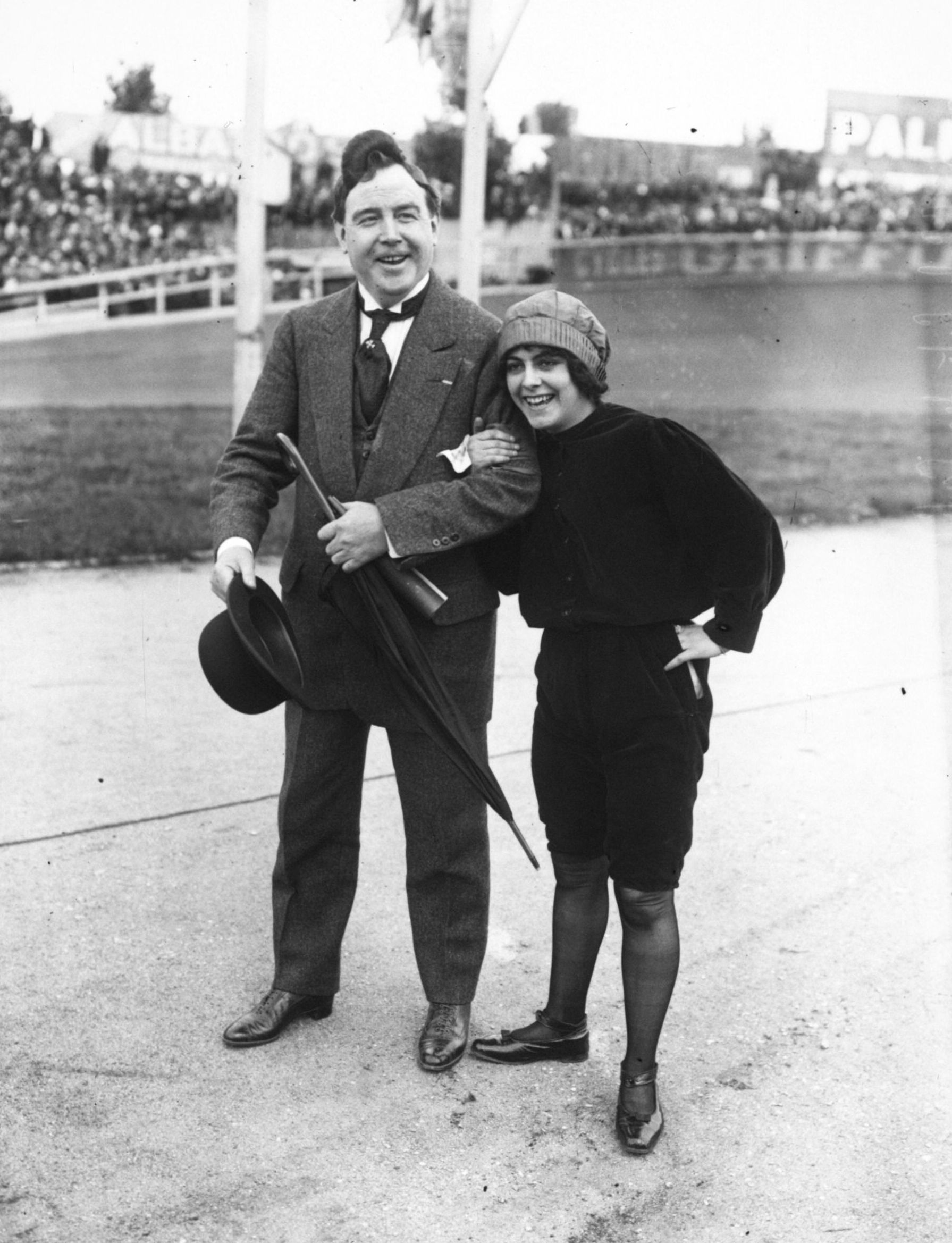
Félix Mayol avec l’actrice Gaby Morlay, en 1912.

Selon ce qu'il indique dans ses Mémoires, Mayol aurait créé au cours de sa carrière environ un demi-millier de chansons, 495 très exactement — chiffre repris par la suite dans de nombreuses publications).
Ce nombre d'environ 500 créations peut être mis en perspective avec les 2 500 chansons que Paulus aurait créées selon la revue Les chansons de Paris (1903), soit cinq fois plus, pour des carrières à la longévité identique, environ 30 ans, et pour des chanteurs tous les deux éditeurs de leur répertoire.
La liste alphabétique ci-dessous, non exhaustive, regroupe dans une première section les chansons de l'édition musicale dite « graphique » (partitions de petits, moyens et grands « formats », placards, recueils, revues…) où apparaît le nom ou la photographie de Mayol comme créateur ou interprète ou celles où figure la mention « Répertoire Mayol ». Elle est basée sur les informations disponibles sur Gallica, le catalogue général de la BNF ainsi que sur la collection d'images de partitions déposées sur Médihal et sur la banque d'images du site Illustrated Sheet Music.
Les précisions apportées à chaque titre de chansons imprimées où figurent la mention « créé(e) par Mayol » ou « création Mayol », celles avec la mention « chantées par », celles avec la mention « répertoire Mayol »… ont permis de faire un classement entre les chansons « créées » ou « cocréées », interprétées… par Mayol. Selon les principes de vérifiabilité, ne sont intégrées dans cette section que les partitions dont le lieu de consultation est précisé ; la mention d'un titre sans visuel, nom des auteurs, ou avec des dates imprécises, n'est pas considérée comme une attestation d'existence d'une chanson en édition graphique.
Dans une seconde section, sont présentés les titres pour lesquels existe une attribution Mayol, mais aucune confirmation fiable en édition « graphique », à savoir ceux cités :
- dans les Mémoires de Mayol ;
- dans les catalogues des éditeurs (verso des petits, moyens et grands formats) ;
- dans des programmes de spectacles ou les journaux les annonçant ;
- dans la presse musicale de l'époque.

Enfin dans une troisième section, sont regroupées les chansons enregistrées par Mayol mais sans certaines attestations graphiques sur les partitions, comme Elle vendait des petits gâteaux.

### Édition graphique

#### Mention création Mayol (reclassement en cours)
1. À demain ou À d‘main, p'tite amie[23] (1912), « chansonnette comique créée par Mayol au concert Mayol », paroles de L. Mellinger, musique de Henri Roberty, éd. Georges Ondet (GO4736) ; 
 Création FM ; illustration de Georges Dola ; incipit : « Travaillant tous les deux, Ils se fir‘nt les yeux doux. »
2. Ah ! la musique américaine (1913), « créée par Mayol », paroles de Henri Christiné et Alexandre Trébitsch, musique d'Henri Christiné, éd. Henri Christiné (C788)[20],[24]. ; 
 Création FM ; Illustrations : frise signée PEN (petit format), H. Armengol (grand format) ; incipit : « Jadis au music-hall, c‘était la coutume, les revues avaient d‘ l‘esprit. »
3. Ah ! le joli jeu (1907), « créé par Mayol, chantée par Esther Lekain à Parisiana et Lidia à la Scala, répertoire Mayol », paroles de E. Christien et Armand Foucher, musique d'Henri Christiné, éd. Henri Christiné (C499)[25] ; 
 Création FM + répertoire ; illustration anonyme ; incipit : « Bien des amoureux raffolent d‘un p‘tit jeu comm‘ pigeon vole. »
4. Ah ! qu'on est bête (1913), « créée par Mayol, répertoire Mayol », paroles de Henri Christiné et Henri Poupon, musique de Henri Christiné, éd. Christiné (C779)[20] ; 
 Création FM ; Frise anonyme ; incipit : « On répét‘ tout l‘ temps Que l‘amour c'est vraiment charmant. »
5. À la cabane bambou (1899), « lamentations d'un jeune nègre perdu dans Paris, racontées par Mayol à la Scala », paroles de Paul Marinier, musique arrangée et harmonisée par Paul Marinier[26], éd. Georges Ondet (GO1390)[27] ; 
 Création FM ; illustration de Georges Dola ; incipit : « Moi, bon nègre tout noir, tout noir, de la tête aux pieds »
6. Allemagne au-dessous de tout. 1914 ! Réplique française à Deutschland Uber Alles (1914), « créée par Mayol dans les casernes et dans les hôpitaux », paroles de Jean Aicard (de l'Académie française), musique de Blanche Poupon, éd. Vve Charles Mayol (sans cotage)[28] ; 
 Création FM ; illustration de Clérice Frères ; incipit : « Les Allemands sont debout ! Ils vont chantant que l‘Allemagne triomphe au-dessus de tout. »
7. Les Alliances de Guillaume (circa 1909-1910)[29], « créée par Mayol aux Ambassadeurs », paroles de Paul Marinier, musique recueillie et arrangée par Adrien Serge, éd. Marcel Labbé (ML8034)[30] ; 
 Création FM ; dédicace : « À nos amis Charlus, Fernandez et Anthonus » ; photo Mayol anonyme ; incipit : « Cherchant pour l’Allemagne des alliances partout, Guillaum’ dit à l’Espagne. »
8. Allô ! mademoiselle, ou la Demoiselle et le Pompier (1911)[31], « chansonnette créée par Mayol », paroles de Ferdinand-Louis Bénech, musique de Romain Desmoulins, éd. Louis Bénech (LBP152)[20] ; 
 Création FM ; illustration de Léon Pousthomis ; incipit : « Très bien fait‘ de sa petit‘ personne, jolis yeux un minois chiffonné. »
9. Allons mademoiselle ! (1903), « chanson naïve créée par Mayol à la Scala », paroles de Paul Briollet, musique de A. M. Fechner, éd. J. Rueff (JR146) ; 
 Création FM ; illustration de E. Gros Fils ; incipit : « Un jour je vis un‘ brunette t'nant les yeux baissés. »
10. Amour noir et blanc (1907), « créée par Mayol, répertoire Mayol », paroles et musique Henri Christiné, éd. Christiné (C452)[32],[33] ; 
 Création FM ; photo Mayol anonyme ; incipit : « Un‘ petit‘ femm‘ tout en blanc à l'air aguichant. »
11. L'Amour à chaque étage (sans date), paroles de Georges Arnould et Henry Moreau, musique de Charles d'Orvict, éd. L. Maurel Aux répertoires réunis (sans cotage) 
 Source : grand format artiste (sans couverture) ; rondeau créée par Mayol à la Scala, répertoire Mayol ; incipit : « L’amour est un gamin des plus volages, il est partout »
12. Amours de trottins (1903), « chanson mime créée par Mayol à la Scala, répertoire Mayol de la Scala », paroles de Henri Dorsay et Eugène Joullot, musique de Charles Borel-Clerc, éd. G. Ricordi et Cie (109667)[20] ; 
 Création FM ; illustration de [Georges Dola][34] ; incipit : « L'autre jour, ru‘ d‘ la Paix, je suivais un trottin blond comme un ange. »
13. Arpettes Marche (1909), paroles de René Champigny et Ferdinand-Louis Bénech, musique de Désiré Berniaux, éd. Marguaritat (sans cotage)[35],[20] ; 
 Incipit : « On voit chaqu‘ matin les p’ti‘s arpettes passer guill‘rettes sur les boul‘vards. »
14. L‘Autre Cortège (1916), « créé par Mayol au front le 14 juillet 1916, dit par l'auteur et Mme Madeleine Roch de la Comédie française », récit de Jean Bastia, musique de scène de Charles Helmer, éd. Roger Myra (sans cotage)[36] ; 
 Création FM ; caricature Mayol anonyme ; incipit : « Quand Joffre reviendra par les Champs-Élysées. »
15. La Ballade du roy Henri (1913) « légende béarnaise créée par Mayol », paroles de Charles-Albert Abadie, musique de Gaston Gabaroche, Vve Charles Mayol (CM165)[37] ; 
 Création FM ; illustration de Clérice frères (grand format).
16. Ballade moyennageuse (sic!) (1900)[29], « créée par Mayol à l'Eldorado », paroles de A. de Reuss, musique de J. Guédon, éd. A. Dorey et A. Gruny (ADAG166)[20] ; 
 Création FM ; illustration de Léon Pousthomis (sous réserves)[20] ; incipit : « Jadis, au Moyen Âge, vivait un chevalier, son épouse était sage et son glaive d’acier. »
17. La Baltique (1913), « chanson créée par Mayol », paroles de Bertal-Maubon, musique de Charles Borel-Clerc, éd. Charles Borel-Clerc (CBC125)[20],[38] ; 
 Création FM ; illustration Clérice Frères ; incipit : « Après un’ traversée un Français rencontra dans un port non loin du Zuyderzée. »
18. Banane et Printemps (1909), « monologue de Will créé par Mayol au Concert parisien et par l'auteur au cabaret du Grelot », éd. Charles Mayol (sans cotage)[39],[20] ; 
 Création FM ; incipit : « C’était au printemps enchanté ce printemps fou qui vous énerve. »
19. Blonde Lisette (1908), « chanson créée par Mayol au Moulin rouge, répertoire Mayol », éd. Charles Mayol ; 
 Création FM (attribuée au « genre Gil », puis « genre Esther Lekain et Carmen Vildez)[40] ; illustration Léon Pousthomis (série bouquet), photo Mayol (anonyme)
20. Bonjour m'amour (1909), « créée par Mayol au Concert parisien, chantée par Esther Lekain à Parisiana et Suzanne Chevalier à la Gaité-Rochechouart », paroles de Gaston Dumestre, musique de Tarelli et Pompilis, éd. Charles Mayol ; 
 Création FM (« genre Esther Lekain et Carmen Vildez »)[40] ; illustration de Serge[41].
21. Bonjour, toi ! (non daté), « chanson créée par Mayol à la Scala, Esther Lekain, Anna Thibaud, répertoire Mayol », paroles de E. Christien[42], musique de Henri Christiné, éd. Christiné (C467)[20] ; 
 Création FM et autres, illustration de H. Viollet ; incipit : « Quand il la rencontra, elle avait dix-huit ans et tout le charme exquis d’un beau jour de printemps. »
22. Bou-dou-ba-da-bouh ! (1913), « chanson nègre créée par Félix Mayol, le chanteur populaire, répertoire Mayol », paroles de Lucien Boyer, musique de Albert Valsien, éd. Vve Charles Mayol (CM168)[43] ; 
 Création FM ; photo de Mayol, cliché Walery (petit format) ; illustration de Clérice Frères (grand format)[44] ; incipit : « Parmi les Sénégalais qu’on fit venir pour la revue l’ jour du Quatorze-Juillet. »
23. Ce que disent les yeux (non daté)[45], « chanson créée par Mayol à la Scala, Stelly à l'Eldorado, Dowe au Petit Casino », paroles de Horace Delattre, musique de Gaston Maquis, éd. À la chanson moderne (CM223)[46]; 
 Création FM ; illustration de Ed. Maquis.
24. C‘est le radium (1904), « chansonnette créée par Mayol à la Scala », paroles de Eugène Lemercier, musique de F. Pradines, éd. J. Rueff (JR257) ; 
 Création FM ; photo anonyme ; incipit : « Chimistes par vocation, Monsieur et madam‘ (sic) Curie ont fait une révolution. »
25. C‘est Rosalie. Chanson-marche (1915), paroles de Alcide, musique de Jack-Bill, éd. Ch. Mayol (sans cotage)[47] ; 
 'Créée par Mayol dans les casernes et dans les hôpitaux ; incipit : « Depuis qu’ils sont en campagne, là-bas sur les lign’s de feu » 
 Attribuée à « genre Mayol » ou « genre Mayol Mansuelle » sur les catalogues
26. Chanson d'adieu (non daté), « dernières créations de Mayol au Concert parisien », poésie et musique de Xavier Privas, accompagnement de Jacques Forest, éd. Gruny (sans cotage)[20] ; 
 Illustration de L. Denis ; incipit : « Je t'ai rencontré un soir de décembre où tu te trouvais sans abri, sans pain. »
27. La Chanson des mouchoirs (1911), « créée par Mayol, répertoire Mayol », paroles de Charles-Albert Abadie, musique de Gaston Gabaroche, Vve Charles Mayol (CM142)[48] ; 
 Illustrateur anonyme[49], photo Mayol Panajou[50] ; incipit : « Connaissez-vous quelque chose sur terre de plus varié que ceci : le mouchoir ? »
28. Le Chapeau à la main (1911), « chansonnette créée par Mayol », paroles de Ferdinand-Louis Bénech, musique de Romain Desmoulins, éd. Bénech (LBP147) ; 
 Illustration de Verjez ; incipit : « C’était un jeune garçon qui était amoureux d’une jolie fleuriste. » 
 Illustration de L. Denis ; incipit : « Je t'ai rencontré un soir de décembre où tu te trouvais sans abri, sans pain. »
29. La Chasse (non daté), « chansonnette créée par Mayol, répertoire Mayol », paroles et musique de Paul Marinier, éd. Smyth (Aux succès du XXe siècle) (sans cotage) ; 
 Frise de ED ; incipit : « Aux dernièr’s ombres de la nuit, le brave chasseur part de chez lui. »
30. Le Cœur des mamans (1907)[29], « chanson créée par Mayol », paroles de Will et Plébus, musique de Gaston Maquis, éd. Rouart-Lerolle (RL&Cie4519)[20] ; 
 Incipit : « Jean vivait près de sa maman, qu'il aimait de toute son âme. »
31. Cousine (1908), « idylle provençale, chanson créée par Mayol, répertoire Mayol », paroles de Lucien Boyer, musique de Albert Valsien, éd. Charles Mayol (C132M)[51] ; 
 Illustration de Sem[52] ; incipit : « Autrefois, ma cousine Hortense arrivait de temps en temps chez mes parents. »
32. La Croix de fer du Kaizer (1914)[53], « chanson anti-allemande créée par Mayol dans les casernes et dans les hôpitaux », paroles et musique de Louis Beaufraux, éd. Vve Charles Mayol (CM1?4)[54] ; 
 Illustration de Marcel Capy ; incipit : « Pas de parade ! Boche ! Moche ! Boche ! L’empereur de la sal’ mitraill’. »
33. La Dame et l’ Monsieur (v. 1902-1903)[55], « chansonnette créée par Mayol aux Ambassadeurs, répertoire Mayol », paroles de Eugène Joullot et Émile Ronn, musique de Léo Daniderff, éd. Eugène Joullot & Cie (EJ414)[20] ; 
 Illustration de Léon Pousthomis ; incipit : « Un monsieur de mœurs honnêtes en flânant rencontre un’ p’tit’ femm’ coquette. »
34. Dans l'ascenseur (non daté)[56], « chanson chantée par Gabrielle Lange, créée par Mayol aux Ambassadeurs », paroles d'Armand Foucher et Geraum[57], musique de Charles Borel-Clerc, éd. Charles Borel-Clerc (CBC4)[20] ; 
 Photo Mayol L. Martin ; incipit : « Y avait dans un grand magasin un jouvenceau des plus malins. »
35. Dans le biplan (1909), « chanson aéroplane répertoire Mayol », paroles de Jules Texier, musique de Chiarolanza et Raoul Soler, éd. Vve Charles Mayol (n.p.)[58] ; 
 Illustration Léon Pousthomis.
36. Dix neuf-cent ! Quel joli temps (non daté)[59], « nouveau répertoire des chansonniers de Montmartre, fantaisie créée par Mayol », fantaisie de Paul Marinier, éd. Gaston Gross (GG1271)[20] ; 
 Incipit : « Dix neuf cent ! Ah ! Dix neuf cent ! Et chacun s’en va répétant. »
37. D'où ça vient-il donc ? (non daté)[60], « chanson créée par Mayol à la Scala », paroles d'Alexandre Trébitsch, musique de Gaston Maquis, éd. À la chanson moderne (CM275) ; 
 Illustration de Georges Dola ; incipit : « D’où ça vient-il donc qu’ nous somm’s tous vivants qu’ nous pouvons aller le nez en avant. »
38. Elle a... (non daté), « chanson créée par Mayol », paroles de Marc-Hély, musique de Albert Valsien, éd. Mayol (sans cotage)[20] ; 
 Illustration anonyme ; incipit : « Ell’ demeur’ dans l’ faubourg Saint-Martin pas très loin. »
39. Entôlage espagnol (non daté), « chanson créée par Mayol à la Scala, répertoire Mayol », paroles de La Tulipe, musique de F. Pradines, éd. Christiné (C470) ; 
 Frise de H. Viollet ; incipit : « Voyageant à Pampelune un soir au clair de la lune. »
40. Et même autre chose (circa 1905-1906)[29], « chantée par Mme Novelli à l’Eldorado, Mme Laurence Deschamps au Petit Casino, répertoire Mayol », paroles de Drouin de Bercy, musique de Anne de Bercy, éd. Marcel Labbé « successeur de la Société anonyme du nouveau répertoire des concerts de Paris » (ML7532) ; 
 Frise anonyme ; incipit : « D’puis qu’qu’ temps, la gentille Yvonne pour Éloi se sentait un doux penchant. »
41. Faut s’ r’poser le dimanche (non daté), « chansonnette créée par Mayol », paroles de Belhiatus, musique de Désiré Berniaux, éd. Henri Christiné (C505)[20] ; 
 Incipit : « C’est vraiment chic tout d’ mêm’ cett’ loi, la loi du r’pos hebdomadaire. »
42. Le Gosse et le Chien (1912), « chanson créée par Mayol », paroles de Charles-Albert Abadie et Jack Aymel, musique de Gaston Gabaroche et Jack Aymel, éd. Vve Charles Mayol (CM154)[61] ; 
 Illustrateur anonyme[49] ; incipit : « C‘est la nuit, il fait froid, sur le boulevard sombre un gamin de treize ans. »
43. Le Gosse et le Trottin (1910)[62], « chansonnette vécue, répertoire Mayol », paroles de Senga, musique de R. Tassin, éd. Vve Charles Mayol (CM106)[20] ; 
 Illustration de Serge[41] ; incipit : « Lui c’était un p’tit commis d’ magasin dans la mêm’ maison elle était trottin. »
44. Il était syndiqué (non daté), « chanson créée par Mayol, répertoire Mayol », paroles de Marc-Hély, musique de Albert Valsien, éd. Mayol (sans cotage)[20] ; 
 Photo de Mayol avec casquette et foulard (anonyme) ; incipit : « J’ai surpris l’aut’ jour dans mon usine un ouvrier qui mettait dans l’ tuyau d’ la machine pour s’amuser. »
45. Instruisons (non daté)[63], « chansonnette comique créée par Mayol, répertoire Mayol », paroles de Paul Briollet et Léo Lelièvre, musique de Henri Christiné, éd. Marcel Labbé (SA1547) ; 
 Frise anonyme, photo Payol ; incipit : « En France depuis qu’l’instruction est obligatoire. »
46. La Javanette (1923), « java chantée à une ou deux voix, le triomphe de Mayol, répertoire Mayol », paroles de Louis Lemarchand, musique de Harold de Bozi, éd. du Music-hall Enoch et Cie (E&Cie8282) ; 
 Caricature de SA ; incipit : « Appuyée au pilier d'un petit bal de quartier une enfant de seize ans. »
47. Je ressemble à Mayol (1925), « créée par Mayol », paroles de Roger Myra et Géo Koger  , musique de Vincent Scotto, éd. Mayol en dépôt chez Scotto (sans cotage) ; 
 Photo Mayol (?) ; incipit : « Comme j'ai la min‘ réjouie les copains m'ont dit en chœur. »
48. La Jolie Boiteuse (1907), « chanson-marche créée par Mayol à la Scala, chantée par Darbon, Darcet et le petit Alfred, répertoire Mayol », paroles de Paul Briollet et Léo Lelièvre, musique de Désiré Berniaux, éd. Charles Mayol (CM17)[64] ; 
 Illustration de Léon Pousthomis ; incipit : « La fill’ de ma concierge est un peu boiteuse. »
49. J’ suis un bon garçon (1908), « chanson créée par Mayol », paroles de Christien[42] et Rimbault, musique d'Henri Christiné, éd. Henri Christiné (C574) ; 
 Frise anonyme, photo Mayol Panajou frères ; incipit : « Moi, j’ai l’ caractère très bien fait ; on dit c’ qu’on veut je ne me fâch’ jamais. »
50. Leçon de musette (non daté)[65], « chansonnette créée par Mayol », paroles de D. Pinet et G. Chimènes, musique de L. Lust, Aux 100.000 chansons, éd. A. Dorey (sans cotage)[20] ; 
 Photo anonyme ; incipit : « J‘ vais ma belle Ninette t‘ donner une leçon. »
51. Lettre à Colombine (1909), « créée par Mayol à la Scala », paroles et musique de Gaston Dumestre, éd. L. Digoudé-Diodet (sans cotage) ; 
 Incipit : « Ma Colombine bien-aimée je t'écris du petit lit blanc. »
52. La Lettre du gabier (1900)[29], « chanson créée par Mayol à la Scala », paroles et musique de Théodore Botrel, éd. Georges Ondet (GO2561) ; 
 Illustration de Georges Redon ; incipit : « Hier matin, notre commandant, nous a dit que le bâtiment, s’en allait partir à la guerre. »
53. Lettre d'un déserteur (1903), « chanson créée par Mayol à la Scala », paroles et musique de Gaston Dumestre, éd. Georges Ondet ; 
 Illustration de Georges Dola.
54. Lilas blanc (1904), « idylle créée par Mayol à la Scala », paroles et musique de Théodore Botrel, éd. Georges Ondet (GO3370) ; 
 Illustration de Dillon ; incipit : « Elle naquit par un dimanche du plus joli des mois de mai. »
55. Les Litanies des pieds (1903), « chanson créée par Mayol à la Scala et chantée par Lucien Boyer au Cabaret des Quat' z' arts », paroles de Numa Blès et Lucien Boyer, musique de Édouard Mathé, éd. J. Rueff (JR173)[66] ; 
 Création FM ; illustration de E. Gros fils (grand format) ; incipit : « Dans tous les temps les poètes en herbe, ont célébré le pied de leur beauté, pied japonais pied cambré pied superbe. »
56. Ma cousine Lison (non daté), « chansonnette, répertoire Mayol », paroles de V. Telly, musique de Colo-Bonnet et Laurent Halet, éd. Mayol (sans cotage) ; 
 Photo Panajou ; incipit : « Ma p’tit’ cousin’ Lison a dix huit ans et de grands yeux innocents. »
57. Les Mains de femme (1906), « sur les motifs de Arpettes-Marche, créée par Mayol dans Cinderella au théâtre de la Porte-Saint-Martin et au Ambassadeurs[67] », paroles d'Émile Herbel, musique de Désiré Berniaux, éd. Margueritat, père, fils et gendre (sans cotage)[20] ; 
 Illustration de Clérice Frères ; incipit : « Les mains des p’tit’s femm’s sont admirables, et tout semblables à des oiseaux. »
58. La Malakoff (1911), « chanson russe », paroles de Paul Briollet, musique de Fattorini et Raoul Soler, éd. Gaston Gross (GG403)[68] ; 
 Illustration Clérice frères ; incipit : « Fill’ jolie d’ la Russie elle avait quitté les prairies. »
59. Margot, les p‘tits défauts (1913), « chanson créée par Félix Mayol le chanteur populaire français (chanson provençale - intérieur) », paroles de Léognan, musique de De Nod, éd. Vve Charles Mayol (CM157) ; 
 Photo Mayol (cliché Walery) ; incipit : « Margot, c'est un‘ fill‘ de Toulon Je n’ puis vous dir‘ que son prénom. »
60. La Mattchiche (1905)[69], « sur les motifs populaires de la célèbre marche espagnole, le grand succès de 1905, chansonnette créée par Mayol, chantée par (liste d'artistes dont Esther Lekain », paroles Léo Lelièvre et Paul Briollet, musique arrangée par Charles Borel-Clerc, éd. Hachette Aux succès du XXe siècle (H&Cie2482)[20] ; 
 Illustration de ED ; incipit : « Un espagnol sévère d’une ouvrière au Moulin d’ la galette. »
61. Les Mémoires d'une pendule (non daté), « chanson créée par Mayol à la Scala », musique de Léo Lelièvre et Élie Giraudet, musique de Byrec, éd. Henri Christiné (C134)[20] ; 
 Photo Mayol (anonyme) ; incipit : « Au fond d'une arrière-boutique, un‘ vieill‘ pendule en désaroi. »
62. Les Midinettes de Paris (7 mai 1903)[70], « (1er prix ex-æquo (chansonnettes) du Concours de Paris qui chante, créé par Mayol à la matinée de Paris qui chante », musique de E. Rimbault et Desmarets, musique de J. Mérot, Paris qui chante no 21, 1re année, 14 juin 1903, pp. 4-5 ; 
 Incipit : « Ru’ d’ la Paix, lorsque midi sonne, comme des abeill’s. »
63. La Mokote (Femme de Provence) (1908-1909)[71], « chanson créée par Mayol à la fête du Cap Brun (Toulon) », paroles de Gaston Dumestre, musique de Eugène Poncin, éd. Charles Mayol ; 
 Dédicace : « Hommage à mes compatriotes, les jolies Toulonnaises » ; illustration de Léon Pousthomis.
64. La Musique des trottins  (1908), « chansonnette-mime sur l'air de Colombia-Marche créée par Mayol à l'Apollo, répertoire Félix Mayol », paroles de Schmit et Geraum, musique de Jules Vercolier et C. Jardin, éd. Charles Mayol (CM001)[20] ; 
 Illustration de Léon Pousthomis, photo Mayol anonyme ; incipit : « Dans un’ vieill’ ville calme et tranquille, un’ musiqu’ militaire. »
65. N’importe quoi (1916), « chanson créée par Mayol », paroles d'Henri Christiné et Roger Myra, musique d'Henri Christiné, éd. Henri Christiné (C845)[20] ; 
 Frise de Pen, photo Mayol Panajou ; incipit : « Tous les auteurs de chansons d‘amour, vous racontent que ça s‘ passe toujours. »
66. Noël à bord (circa 1897-1898)[29], « chansons de Bretagne par Théodore Botrel chantée par Mayol au Parisien », paroles de Théodore Botrel, musique de E. Feautrier, éd. Georges Ondet (OG2172)[20] ; 
 Dédicace « à Monsieur l’abbé Fouéré-Magé, recteur de Lehon» (p. 2) ; illustration d'Eugène Hervé Vincent ; incipit : « Amis, veillons tous à genoux : Noël va venir parmi nous ! »
67. L'Objet de ses amours (?), paroles de Briollet et Hiks (pseudonyme de Léon de Bercy), musique de Charles d'Orvict, éd. J. Rueff[20] ; 
 Chanson créée par Mayol, publiée in Paris qui chante no 58 (p. 2-3), 28 février 1904 ; incipit : « Plus d'un ne comprend pas s'il adore une blonde »
68. Où allez-vous comme ça ?… (1911), « chanson créée par Mayol, répertoire Mayol », paroles de Lucien Boyer, musique de Willy Redstone, éd. Vve Charles Mayol (sans cotage) ; 
 Montage photos Mayol par Panajou ; incipit : « Le plus bel amour comme toujours par un‘ banale aventure. »
69. Où donc tu vas ? (1908), « chansonnette, répertoire Mayol[72] », paroles de Belem, musique d'A. Terrier et Albert Valsien, éd. Vve Charles Mayol (CM18)[73] ; 
 Illustration Léon Pousthomis (bouquet, réédition) ; incipit : « Quand je partis de mon village, j’étais frais comme un p’tit n‘enfant. » 
 Création Bruel à l'Eldorado et Bosset à la Scala ; « genre Darius M. » (catalogues)
70. La Paimpolaise (1895), « chanson des pêcheurs d'Islande, créée par Mayol à la Scala », paroles de Théodore Botrel, musique de Eugène Feautrier, éd. Goerges Ondet (GO1998)[20] ; 
 Illustration de Falco ; incipit : « Quittant ses genêts et sa lande, quand le breton se fait marin. »
71. Petite Moucheronne. Lettre d'Afrique (1908), « créée par Mayol, répertoire Mayol », paroles de G. Dumestre, musique de E. Ponçin, éd. Charles Mayol (CM035)[74] ; 
 Illustration de Léon Pousthomis ; incipit : « Petit‘ Moucheronne aimé‘, j‘ t‘écris d‘ Bou-Sa-â-da qu’est un sal‘ trou perdu dans l‘ désert . »
72. Petite femme honnête (1903 ?), « créée par Mayol à la Scala », paroles de Paul Briollet et Rémus, musique de Henri Christiné, éd. Mérot (sans cotage)[75] ; 
 Incipit : « À l'heure où goûte la mondaine, je suivais hier par hasard. »
73. Petite Maîtresse (non daté), « chanson créée par Mayol à la Scala, Mme Paula Brébion à l'Eldorado, chantée par Karl Ditan au Moulin rouge », paroles de Félix Mortreuil, musique de Gaston Maquis, éd. À la chanson moderne (CM243) ; 
 Illustration de Léon Pousthomis ; incipit : « Te souviens-tu, belle maîtresse au quartier latin de ce jour. »
74. Le Petit Mandarin (1909), « chinoiserie créée par Mayol au Concert parisien », paroles de Paul Ardot et Albert Laroche, musique d’Émile Lassailly, éd. Charles Mayol (CM74)[76] ; 
 Illustration de Serge[41] ; incipit : « Un p’tit Chinois très grivois cherchait en tapinois, au bois un minois. »
75. Le Philtre et la Saucisse (circa 1898)[29], « vieille histoire dite par Mayol à l'Olympia », paroles de Eugène Lemercier, musique de Paul Daubry, éd. Emile Benoit (EB7795)[20] ; 
 Illustration anonyme ; incipit : « Digne d’être coulée en bronze, une brune aux lèvres de feu. »
76. Le Poilu et le Tommy (circa 1915-1918)[77], « chanson créée par Mayol, répertoire Mayol, paroles de Alcide, musique de Albert Triollet, éd. Vve Charles Mayol (sans cotage)[20] ; 
 Deux photos Mayol anonymes ; incipit : « Il y avait un brav‘ poilu, énormément barbu et surtout très velu ; dans sa tranché‘, avec lui, y avait aussi, un joyeux et brav‘ Tommy. »
77. Polka des Englishs (1898)[29], « chansonnette créée par Mayol au Concert parisien et Portal à la Scala, paroles de F. Morteuil, musique arrangée par Henri Christiné d'après la Polka des clowns de G. Allier, éd. Ista-Beausier (IB122)[20] ; 
 Illustration de Etienne ; incipit : « Quand ils quitt’nt l’Angleterre pour parcourir la terre les Anglais nos amis. » 
 Enregistrement : Henri Thomas, La Voix de son maître 1499 (2-3-1899)[78]
78. Polka des trottins (1902)[29], « créé par Mayol à la Scala », paroles d'Alexandre Trebitsch, musique d'Henri Christiné, éd. Mérot éditeur, Société anonyme (SA1451)[79] ; 
 Illustration P. Dubois ; incipit : « Gais trottins le matin quand d’un pied mutin. »
79. Pour ses parents, « Hommage à l'ami Bertal » (1916), paroles et musique d'Henri Christiné, éd. Henri Christiné (C841)[80] ; 
 Frise A. Kerbinier (petit format) ; Médaillon P.D. et photo Panajou (grand format) ; incipit : « Avec sa figure ingénue, ses cheveux d’or, ses yeux innocents. »
80. Le printemps chante (1902), « chanson-marche créée par Mayol, répertoire Mayol », paroles de Paul Marinier, musique de E. Poncin et Paul Marinier, éd. Smith et O. Dufrenne (H1344) ; 
 Frise de ED, photo Bonfort (éd. originale), frise et photo anonyme (11e mille) ; incipit : « Sitôt que le printemps apparaît sous les cieux. » ;
81. Promenade nocturne (1917), « chanson créée par Mayol », paroles et musique d'Henri Christiné, éd. Christiné (C868) ; 
 Frise de PEN ; incipit : « C’est le soir dans Paris tout est noir. »
82. La P’tit’ Dame des galeries (1912)[81], « chansonnette[82] créée par Mayol », paroles de Lucien Boyer et Henri Bataille, musique de Lao Silésu, éd. Vve Charles Mayol (CM148) ; 
 Frise anonyme ; photo Mayol (cliché Panajou) ; Incipit : « L’autr’ jour aux Galeries Lafayette je me promenais en sondeur. »
83. Rêve de fleur (non daté), « répertoire Mayol », paroles de R. Gaël, musique de Romain Desmoulins, éd. Mayol (sans cotage)[20] ; 
 Frise anonyme ; incipit : « Un jour dans les prés une marguerite disait à sa sœur mignonne et petite. »
84. Les Robes de Colibri (1908)[29], « historiette créée par Mayol », paroles de Pierre Chapelle (Will), musique de Chantrier et F. Heintz, éd. Pathé frères (PF101) ; 
 Incipit : « Quand il rencontra Colibri, elle était pauvre et sans abri, mais ses yeux si noirs. »
85. Le Rondeau du café-concert (1910), « chanson rosse créée par Nine Pinson à l’Eldorado et par Pierly au Concert Mayol, répertoire Mayol », paroles de Pierre Chapelle, musique de Paul Fauchey, éd. Vve Charles Mayol éditeur (CM77)[20] ; 
Illustration de Serge[41] ; incipit : « Deux époux modestes savourent les restes hélas indigestes d’un veau marengo. »
86. Schujette (1913), « chanson Auvergnate créée par Mayol », paroles de Lucien Boyer, musique de Albert Valsien, éd. A. Bosc (AB1729)[83] ; 
 Illustration de Clérice frères ; incipit : « On l’appelait Schujete son père était bougnat. »
87. Signorina (non daté), « chanson napolitaine créée par Mayol, répertoire Mayol », paroles d'Henri Christiné et E. Christien[42], musique d'Henri Christiné, éd. Henri Christiné (C492) ; 
 Frise de H. Viollet ; incipit : « Quoiqu'on dise des Français qu'ils ne voyagent jamais. »
88. Tes jolies choses (non daté), « chanson créée par Mayol (intérieur : à l'Alcazar) », paroles de William Burtey, musique de Charles Borel-Clerc, éd. Charles Borel-Clerc (CBC23)[20] ; 
 Illustration de Léon Pousthomis ; incipit : « P'tit‘ Loulou ! donne ta menotte disait son ami doux. »
89. Tire, tire, Ninette (non daté)[84], « créée par Mayol, répertoire Mayol », paroles et musique de Henri Christiné, éd. Christiné (sans cotage) ; 
 Frise de Georges Liodet ; incipit : « C'était une midinette, c'était un p‘tit employé. »
90. Tout au clou (1903)[85], « chanson créée par Mayol à la Scala, répertoire Mayol », paroles de Edgard Favart, musique de Tassin, éd. Au répertoire réunis (sans cotage) ; 
 Caricature de Bossard ; incipit : « Quand il la rencontra ell‘ portait ce jour-là un‘ p‘tit‘ rob‘ d'alpaga. »
91. Tout petit (1916)[86], « créée par Mayol », paroles d'Henri Christiné et Roger Myra, musique d'Henri Christiné, éd. Henri Christiné (C843) ; 
  Photo Panajou (grand format) ; incipit : « Je dinais au restaurant l'autre soir, près de moi un‘ jeun‘ femme vint s'asseoir. »
92. Tout’s les femmes (1910), « chanson-marche créée par Mayol au Concert Mayol », paroles de Ferdinand-Louis Bénech et V. Telly, musique de Ch. de Bucovich, éd. Bénech (LBP133) ; 
 Illustration de Verjez ; incipit : « Toutes les femmes sont des amours, c‘est gentil la nuit comme le jour. »
93. Le Trottin qui trotte (non daté)[87], « chansonnette créée par Mayol », paroles de Vincent Telly, musique de Paul Marinier et F. Heintz, éd. Mayol (sans cotage)[20] ; 
 Photo Mayol anonyme ; incipit : « Un p’tit trottin, dam’, il faut toujours que ça trotte, d’ ses p’tits mollets, soir et matin faut qu’ ça tricote. »
94. Le Tzar en Italie (circa 1897-1898)[88], « créée par Mayol et chantée par l’auteur à la Lune rousse », paroles de Paul Marinier sur l'air de Funiculi funicula, éd. Paul Marinier (sans cotage)[20] ; 
 Incipit : « Le Tzar, quand il mit l’ pied dans la patrie de La Patti, ça l’épata ! »
95. Un bal chez le Mikado (1909), « chansonnette comique créée par Darius M. à l’Alhambra, Gabrielle Lange à l’Eldorado, Sardou au Concert parisien, répertoire Mayol », paroles de G. Monge, musique de Marius Chaneur, éd. Charles Mayol (CM65)[89] ; 
 Création Darius M., Gabrielle Lange, Valentin Sardou ; Répertoire FM ; illustration de Serge[41] ; incipit : « De passage à Tokio je reçus aussitôt un mot du mikado. »
96. Un point c'est tout (1917), « répertoire Mayol », paroles de Roland Gaël, musique de Vincent Scotto, éd. O. Dufrenne (OD237) ; 
 Répertoire FM ; frise anonyme ; incipit : « Sur le boul’vard une jolie femme a perdu ses gants tout à coup. »
97. Un p'tit bout d'homme (v. 1908)[90], « chansonnette créée par Mayol à la Scala », paroles de Jules Baldran, musique de Gustave Goublier, éd. Charles Mayol (CM38)[20] ; 
 Création FM (« genre Lanthenay »)[91] ; illustration Raoul Tellier, photo de Mayol (cliché anonyme) ; incipit : « Certain soir, ru’ Bergère une jeune ouvrière » ;
98. Un p'tit quéqu' chose (1909), « chansonnette créée par Mayol à l'Alcazar d'été », paroles et musique de Paul Marinier, éd. Charles Mayol (CM38)[92] ; 
 Création FM ; illustration de Léon Pousthomis, photo de Mayol (cliché Pillischer) ; incipit : « C‘était un petit trottin qui s‘en allait chaqu‘ matin. »
99. V‘là l‘ béguin (1905)[29], « chanson créée par Mayol à la Scala, répertoire Mayol[93] », paroles de Émile Ronn, musique de Léo Daniderff, éd. Georges Ondet (GO4208) ; 
 Création FM ; caricature de L. Damaré ; incipit : « C‘est charmant, ravissant, la petit‘ femme qui passe avec un bagage bien ferme. »
100. Le Verger de madame Humbert. Épilogue (circa 1898-1899)[29], « créée par Mayol à la Scala et aux Ambassadeurs », paroles de Dominique Bonnaud et Jean Varney, sur l'air V‘là les poires !, éd. Georges Ondet (CM243) ; 
 Chanson d'actualité sur Thérèse Humbert. 
 Création FM ; illustration de Georges Dola ; incipit : « L’étonnant Robert-Houdin nous parait bien anodin et le gigantesque Arton fait l’effet d’un avorton. » ;
101. Viens, poupoule ! (1902), « chanson créée par Mayol à la Scala, chantée par Max-Morel à la Cigale, Portal au Moulin rouge, à Joanyd, à Mlle Morly, à Gabrielle Lange, à Gavrochinette, hommage à Mlle Villepré du Concert parisien », paroles d'Henri Christiné et Alexandre Trébitsch, musique d'Adolf Spahn arrangée par Henri Christiné, éd. Société anonyme (SA1496)[94],[20] ; 
 Création FM ; frise anonyme ; incipit : « Le sam’di soir, après l’ turbin, l’ouvrier parisien. »
102. Voilà pourquoi (1911), « chansonnette créée par Mayol, répertoire Mayol[95] », paroles de Léognan, musique de Albert Valsien, éd. Vve Charles Mayol (CM128)[96] ; 
Création FM ; illustration de Léon Pousthomis, photo de Mayol (cliché Panajou) ; incipit : « Non, tu n’es pas jolie, ma Loulou, mais j’ t’aim’rai tout’ la vie comme un fou. »

#### Attestation de création (incertaines ou contradictoires)
Quelques chansons sont imprimées en plusieurs éditions contradictoires sur le recto des partitions : l'une avec mention Mayol créateur, l'autre sans. Les mentions sur les pages intérieures des partitions sont également contradictoires : il est courant que les chansons pour lesquelles sont attestées plusieurs éditions mentionnant en recto des créateurs différents soient vierges de toute indication à l'intérieur.
1. Ah ! Si vous voulez d'l'amour, parodie (1907), « célèbre marche chantée, créée par Mayol aux Ambassadeurs, chantée par Darbon, Baldy, Jean Flor, Rosel, Menotti, Vilette », paroles de William Burtey, musique de Vincent Scotto, éd. L. Digoudé-Diodet (DD946)[20] ; 
 Incipit : « Nos aïeux quand ils faisaient la fête ne craignaient pas d’être pompettes » 
 Plusieurs petits formats illustrés (illustration de H. Viollet ou sans illustration), attribuant la création à des artistes différents : Adeline Lanthenay (à la Scala, 1907), Esther Lekain (à Parisianna, 1907), Félix Mayol (aux Ambassadeurs, 1907)… Dans ses Mémoires, Mayol cite cette chanson parmi ses « triomphes » (p. 49) et comme « chanson lancée » (p. 189), ce qui n'est pas une revendication de création. 
 Aucun enregistrement par Mayol, nombreux enregistrements par plusieurs artistes dont en 1908 Bérard, Karl Ditan, Dalbret, Adeline Lanthenay, Charlus, etc., par plusieurs orchestres ; puis Esther Lekain (1931), puis chanson intégrée au répertoire des orchestres (Jacques Hélian, Aimable,
2. Le Bon Chemin (1912), « chansonnette anglaise », paroles de Louis Bénech, musique de Romain Desmoulins, éd. Bénech (LBP176) ; 
 Incipit : « C'était une petite miss d'Angleterre qui n'aimait ni le calcul ni la grammaire » 
 Plusieurs petits formats illustrés (illustration de Léon Pousthomis), créée par Mayol ou sans mention ; la page intérieure des différentes éditions porte toujours la mention « créée par Mayol, au Concert Mayol » ; dans les recueils des éditions Bénech, la chanson ne porte pas la mention « créée par Mayol »
3. Une noce à la cascade (1895), paroles de Paul Marinier, musique de Eugène Poncin, éd. Henry Cas (HC234) puis Georges Ondet ; 
 Incipit : « Trois, quatr', cinq, six, sept, huit voitures » 
  Un petit format édité par Henry Cas (illustration signée, illisible)[97], dédicacé « à l'ami Mauris» (chanteur pensionnaire de la Scala)[98], porte les mentions « créée par Mayol à Ba-ta-Clan » et « créée par Dalbret à la Pépinière » ; l'intérieur ne mentionne aucun chanteur et précise « conforme au visa du 2 décembre 1995 ». Un petit format différent (illustration Georges Dola), publié plus tardivement par les éditions Ondet, signale Mayol comme seul créateur, avec dédicace « à nos amis Dalbret et Mauris ». Martin Pénet, qui précise Ondet comme premier éditeur, donne Mayol seul comme interprète[99]. 
  Dans ses mémoires (p. 113), Mayol affirme être le créateur de cette chanson en octobre 1896 : « J'eus la chance (…) de créer une ravissante chanson (…) de Paul Marinier qui réussit au-delà de toute espérance ». 
  Enregistrements : , Mayol (Zonophone 11661 12 septembre 1902[100] ; Gramophone 2-32120), Sévianne (1904, Voix de son maître 3694[101]) 
  Rien dans l'état actuel de la documentation disponible ne permet d'affirmer qui est le créateur de la chanson : Mauris, Dalbret ou Mayol ; nous ne disposons d'aucune information sur la trajectoire de cette chanson entre sa date de visa par la censure (décembre 1895) et la date de création revendiquée par Mayol (octobre 1896). L'hypothèse est que Mauris a été le premier créateur, et que Dalbret et Mayol, alors en début de carrière, ont repris un succès ; elle est renforcée par le fait qu'aucune mention de créateur n'est mentionné sur la page intérieure.

#### Répertoire Mayol (sans précision création)
1. Ah ! Dis-moi tu (1911), paroles et musique de Paul Marinier, éd. Vve Charles Mayol (CM131)[102] 
Incipit : « Il l’avait rencontré un soir que l’temps s’était mis à pleuvoir » 
 Répertoire Mayol (« genre Mayol » sur les catalogues de l'éditeur). 
  PFI non attesté 
  Enregistrements Mayol (1913)
2. Ah ! mad’moiselle... dites-moi donc ! (1910), « chansonnette », paroles de G. Arnoult, musique de Gustave Goublier, éd. Vve Charles Mayol (sans cotage)[20] ; 
Incipit : « Dans un Music-Hall de Paris, un‘ blonde et légère danseuse. » 
  PFI illustration de Léon Pousthomis 
 Répertoire Mayol (« genre Mayol » sur les catalogues de l'éditeur)
3. Ah ! voui ! (1909), paroles et musique de Paul Marinier et Henri Christiné, éd. Christiné (C649)[20],[103] ; 
 Répertoire Mayol ; illustration de Clérice Frères ; incipit : « Il l'avait rencontrée Un jour près du squar‘ Montholon. »
4. Arrouah… Sidi (1910), « chanson arabe », paroles de Paul Briollet et Jules Combe, musique de Albert Valsien, éd. Vve Charles Mayol (CM103) ; 
Répertoire Mayol (« genre Mayol » sur les catalogues de l'éditeur) ; illustration de Serge[41] ; incipit : « Étant de passage à Mascara, Arbi, chouïa, barka ! »
5. Aubade à la rose (1910), « chansonnette », paroles de G. Monge, Pin Sylvestre et Henri Poupon, musique de Vincent Puget, éd. Vve Charles Mayol (CM085) ; 
Répertoire Mayol (« genre Mayol » sur les catalogues de l'éditeur) ; illustration de Serge[41] ; incipit : « C'est aujourd'hui la fête, la fêt‘ de tes quinze ans, ouvre moi ta chambrette. »
6. Avec madame Durand (1918)[104], « chansonnette, répertoire Mayol », paroles de Alcide, musique de Jack Bill, éd. Félix (FM202)[20] ; 
 Répertoire Mayol (« genre Mayol » sur les catalogues de l'éditeur) ; illustration de Léon Pousthomis[105], photo Mayol (cliché Panajou) ; incipit : « Un jeun’ méd’cin pour e faire un’ clientèle, vint un jour à Jouy-sur-Lot. »
7. Ça n’est pas grand-chose (1910), « chansonnette, répertoire Mayol », paroles de Henri Christiné, musique de V. Valente, éd. Vve Charles Mayol (sans cotage)[106] ; 
Répertoire Mayol (« genre Mayol » sur les catalogues de l'éditeur) ; illustration de Serge[41].
8. La Ceinture (1909), « chanson moyenâgeuse créée par Mayol à la Scala », paroles d'Alcide, musique d'Eugène de Grossi, éd. Charles Mayol (sans cotage)[107] ; 
 Répertoire Mayol (« genre Mayol » sur les catalogues) ; illustration de Serge[41] ; incipit : « Partant pour la croisade un sire très jaloux de l’honneur de son nom. »

#### Interprétation (avec ou sans mention de création par d'autres chanteurs)
1. Celle qu’on aime (non daté)[63], paroles de L. Garnier et Gaston Maquis, musique de Gaston Maquis, éd. À la chanson moderne (CM99)[108] ; 
 Répertoire Mercadier, chanson chantée par Mayol au Jardin de Paris ; illustration de Edmond André Rocher ; incipit : « Quand on est aimé d'une femme et qu'on l'adore également. » 
 Enregistrement : Mercadier, La Voix de son maître 1133G (7-1900)[109]
2. Ce qui nous reste (1903)[110], paroles de Félix Mortreuil, musique d'Henri Christiné, éd. Maurel (sans cotage)[111] ; 
 Créée par Portal à la Scala, Max-Morel à la Cigale, chantée par Mayol au Concert parisien ; illustration de G. Delgronge ; incipit : « Je suis de l'avis du poète, et comme dit la chanson »
3. C’est toi ! bonjour (1909), « chansonnette », paroles de Roland Gaël, musique de Léon Dequin, éd. Charles Mayol (CM68)[112] ; 
 Créée par Anna Thibaud à la Scala, répertoire Mayol ; Répertoire FM ; illustration de Serge[41], photo Mayol Walery ; incipit : « C’était une charmant’ midinette ; un jeune homme lui contait fleurette. »
4. La Chanson du pâtour (1900)[29], paroles et musique de Théodore Botrel, éd. G. Ondet (GO2267)[113] ; 
  Dédicace (intérieure) : « À mes interprètes Mayol et Yvain » ; illustration non signée ; incipit : « Celle que j'adore en cachette a les yeux bleus…»
5. Premier Froid (1898)[114], paroles de Félix Mortreuil, musique de Gaston Maquis, éd. À la chanson moderne (CM160)[20] ; 
 Illustration de P. H. Lobel ; incipit : « Lorsqu’on est amant et maîtresse, Ah ! qu’ils sont beaux, les premiers temps ! » 
 Répertoire Mercadier, chantée par Mayol au Concert parisien et Karl Ditan au Nouveau-Concert
6. Pretty-May - Le Joli mai (1909), paroles de E. Codey et Paul Marinier, musique de Paul Marinier et E. Poncin, éd. Charles Mayol (CM44)[115] ; 
 Illustration de Léon Pousthomis ; incipit : « Avec le premier mai, reviennent les chansons : rossignols et pinsons. » 
 Créée par Villepré à Parisiana, Carmen Vildez à l'Eldorado, répertoire Mayol

#### Dédicace ou photo Mayol (sans mention répertoire ou création Mayol)
1. À la Martinique (1912), « chanson nègre », paroles d'Henri Christiné, musique de G. M. Cohan et Henri Christiné, éd. Henri Christiné (C759)[20] ; 
 Répertoire Fragson ; aucune attestation graphique avec « chantée par Mayol » ou «répertoire Mayol » ; dédicace : « Hommage à Mayol, le chanteur populaire », photo Fragson (cliché Christiné) ; incipit : « Y‘ avait un négro, tout jeune et déjà costaud qui, venant d' la Martinique ».

#### Attestation graphique sans mention Mayol (avec enregistrement par Mayol)
1. Les Tambours du régiment (1895)[29], paroles de H. Darsay & Jost, musique de Félicien Vargues, Éd. E. Meuriot (EM1725) 
 Incipit : « Il était un' fois un p'tit gars/Qui suivait toujours les soldats » 
 Créée par Mlle Irène Théry, M. Perval ; illustration signée C. Lavigne[116] 
 : Enregistrements : Perval des concerts de Paris (Gramophone 3-32950 232022, 22 janvier 1909)[117], Maréchal (Odéon 36713, 1906)[118], Mayol (Gramophone 2-32170 2128F - 1903)[119]

### Titres attribués à Mayol

#### Catalogue des éditeurs
Cette section propose les chansons portant la mention Mayol sur les catalogues éditeurs (verso des petits, moyens et grands formats) mais dont il n'existe pour l'instant pas de confirmation attestée fiable ou consultable en édition graphique (petits formats, recueils, revues, etc.).

##### Éditions Georges Ondet
Georges Ondet est le principal éditeur chez qui Mayol, alors interprète des chansonniers, choisit ses chansons lors de ses débuts.
- Jean Battaille
  - Les Femmes au barreau
- Émile Bessière
  - Les Vieilles Dévotes
- Dominique Bonnaud
  - Nos braves agents
- Théodore Botrel
  - Dors mon gars
  - Fanchette
  - Il était un petit navire
  - Jobic le philosophe
  - Ma Bretagne
  - Les Sabots de Jésus
  - Les Terr’ neuvas
- Lucien Boyer
  - L’Heure de l’école
- Rodolphe Bringer
  - Vertu punie
- Louis Byrec (compositeur)
  - Au bon marché
- Georges Colias
  - Le Souffleur
- Alfred Dalleroy
  - À une jeune fille
  - Illusions de poète
- Jean Daris
  - Les P’tits Soupers parisiens
- Désiré Dihau (compositeur)
  - Ta bouche
- Georges Fabri
  - Bijou de famille
- Jean Goudezki
  - Le Ballotage, musique de Léopold Gangloff[120]
  - Dans les vignes, musique de Léopold Gangloff[121]
  - Histoire vraie
  - La Question juive, musique de Léopold Gangloff[122]
- Paul Henrion (compositeur)
  - Trop chaud
  - Les Mains sales
- Eugène Lemercier
  - Les Automobiles
  - Baisons-nous Lisette
  - Cas d’exemption
  - Chanson pour elle
  - Chez le coiffeur
  - Le Distrait
  - Les Lutteurs
  - Les Nègres blancs
  - Les Nichons
  - Le Portrait de Lisette
- Paul Marinier
  - Aventure andalouse
  - Chanson des baisers
  - Comment ils voyagent
  - Les Femmes mariées
  - Gare les rayons X 
 Création Yvette Guilbert[123]
  - Lettre d’un petit soldat
  - Par un clair de lune
  - Les Plaisirs du dimanche
- Yann Nibor (compositeur)
  - Berceuse verte
  - Romance toulonnaise
- Xavier Privas
  - Chanson paillarde
- Jacques Redelsperger
  - Les Lettres
  - Maman
- Gaston Sécot
  - L’Occasion
- Jean Varney
  - Béguin-Valse
  - Le Moment suprême
  - Visite de charité
- Léon Xanrof
  - Coup de foudre
  - La Ballade des michés
  - Le Bougeoir
  - Le Petit Frère
  - Le Soulier
  - Les Dames trop mûres
  - Les Duels
  - Les Enfants 
  - Les Restaurants à 25 sous
  - Les Soirées
  - Purgation
  - Rupture
- Henri Yan
  - Trop féconde
- Parolier ou compositeur non précisés
  - Airelle la Montmartoise
  - À l’atelier
  - Complainte du petit gars breton
  - Histoire de bureau
  - La Leçon de clarinette 
  - La Mère à Nana
  - Les Omnibus
  - Peintre d’histoire
  - Premier sourire
  - Le Temps des béguins
  - Les Vertus du baiser 
  - La Veuve

Sources : Répertoire de Mayol de la Scala, catalogue en recto de la chanson Tout à son utilité, catalogue en recto de la chanson J‘ réchauffe des marrons glacés !....

##### Catalogue des éditeurs avec mention Mayol créateur ou genre
1. Adieux d’amants, éd. Louis Michaud (auteur-éditeur) ;
2. Ah ! je l’ savais bien, éd. A. Dorey ;
3. Ah ! les petites femmes, éd. A. Dorey ;
4. Ah oui, je connais une affaire, éd. Dufrenne ;
5. Ah ! oui l’amour, éd. Jean Péheu ;
6. Ah ! viens ma Suzon, éd. A. Dorey ;
7. Allons, Chouchou ! , éd. Granier ;
8. L’Amour ah ! qu’ c’est bon, éd. A. Dorey ;
9. Amour à l’anglaise, chansonnette, paroles de Briollet et Lelièvre, musique de Perpignan, éd. J. Rueff (Paris qui chante)[127] ;
10. L’Amour c’ que c’est bête, éd. À la chanson moderne (chansons de Gaston Maquis) ;
11. L’Amour en prière, éd. A. Dorey ;
12. Amour et culotte, éd. Valentin Pannetier ;
13. Amoureux d’une gosse, éd. A. Dorey ;
14. Aux Iles canaries, éd. Ch. Borel-Clerc ;
15. Aventure de trottin, éd. À la chanson moderne (chansons de Gaston Maquis) ;
16. Les Berceuses, éd Maurel ;
17. Bon pour la santé, éd. Société anonyme du nouveau répertoire des concerts ;
18. Le Bon président, éd. Dorey ;
19. Le Bout de ruban, éd. Dorey ;
20. Ça ne s'use pas, éd. Rueff (Paris qui chante) ;
21. Cantique d’amour, éd. Gruny[128] ;
22. C'est dommage, éd. Rueff (Paris qui chante) ;
23. Chanson des douleurs, éd. Gruny[128] ;
24. Chanson du pardon, éd. Gruny[128] ;
25. Chanson électorale, éd. Dorey ;
26. Chevauchée amoureuse, éd. Jean Péheu ;
27. Les Chichis de Guillaume, éd. Gabaroche ;
28. Cinémato parisien, éd. Granier ;
29. Civilisons, éd. Dorey ;
30. Colimaçon du sacristain. Chanson grivoise, éd. Maurel ;
31. Comme elle boite, éd. Jean Péheu ;
32. Comment on nomme sa mère, éd. A la Chanson moderne (chanson de Gaston Maquis) ;
33. Comment on s'en tire, éd. Dorey ;
34. Comment on sert son pays, éd. Gruny[128] ;
35. Le Contribuable content, éd. Chavat et Girier ;
36. Les convenances, éd. O. Dufrenne ;
37. De Fondandèze à Barcelonne, éd. Dorey ;
38. De l’eau, de l’eau, éd. Dorey ;
39. Dodo câlin, éd. Dorey ;
40. Dolly ! Dolly !, éd. Borel-Clerc ;
41. Le Double pari, paroles de Lelièvre, musique de Chaudoir, éd. J. Rueff (Paris qui chante)[127] ;
42. Le Droit du seigneur, éd. Delormel;
43. Elle a tout pour elle, éd. Christiné ;
44. Elle a le bras long, éd. Société anonyme du nouveau répertoire des concerts ;
45. Les Faiseurs, éd. Rueff (Paris qui chante) ;
46. La Famille Pignouf, éd. Chavat et Girier ;
47. Fausse route, éd. Maurel ;
48. Fais-moi-z'y penser, éd. Gaston Gross[129] ;
49. Femmes dites pourquoi, éd. Gruny[128] ;
50. La Fille du général, éd. Maurel ;
51. Flirtages, éd. Société anonyme du nouveau répertoire des concerts de Paris ;
52. La Frêle parisienne, éd A la chanson moderne (chansons de Gaston Maquis) ;
53. Frissons de femmes, éd. Maurel ;
54. Le Furet, éd. Fouquet ;
55. Les Gentils amoureux, éd. Fouquet ;
56. Grand’ Mère, éd. Gruny[128] ;
57. Il était une fois, éd. Fouquet ;
58. Il fait si sommeil. Idylle, éd. A. Dorey ;
59. Il n’est donc jamais là, éd. Granier ;
60. J’ai gardé tes baisers, éd. Gruny[128] ;
61. Je vous l’ prête, éd. Jean Péheu ;
62. J’ paye à diner, éd. Société anonyme du nouveau répertoire des concerts de Paris ;
63. J’ suis trop timide, éd. Gruny[128] ;
64. Légende des trottins, éd. A la Chanson moderne ;
65. Lorsque sonne minuit, éd. Chavat et Girier ;
66. Ma petite Mionne. Romance, éd. A. Dorey ;
67. La Marche des p’tits loupiots, éd. A. Dorey ;
68. Marionnettes, éd. Chavat et Girier ;
69. Tes seins, éd. Michaud Louis (auteur-éditeur) ;
70. Microbomanie, éd. Société anonyme du nouveau répertoire des concerts de Paris ;
71. Midinette-Marche, éd. Société anonyme du nouveau répertoire des concerts de Paris ;
72. Modernes sérénades, éd. Société anonyme du nouveau répertoire des concerts de Paris ;
73. Mon loup, éd. Gruny[128] ;
74. Le Mousse de Paimpol, éd. Fouquet ;
75. Noël à Madame, éd. A La Chanson Moderne ;
76. O Charlotte, éd. A. Dorey ;
77. Oh ! les filles, éd. A. Dorey ;
78. On les blague, éd. Société anonyme du nouveau répertoire des concerts de Paris ;
79. Orchestre de Dames, éd. Maurel ;
80. Parlons d’amour, éd. Société anonyme du nouveau répertoire des concerts de Paris ;
81. Pas devant l’ monde, éd. Aux succès modernes ;
82. Petite chose, éd. Maurel ;
83. Petite Nichonnette, éd. Société anonyme du nouveau répertoire des concerts de Paris ;
84. Petite Nini, éd. Guéprotte[128] ;
85. Petites phrases, éd. Maurel ;
86. Polka des conducteurs, éd. Société anonyme du Nouveau répertoire des Concerts de Paris ;
87. La Pompe (grivoiserie), éd. Gruny[128] ;
88. Poupoulette, éd. Guéprotte[128] ;
89. Pour notre France, éd. Société anonyme du nouveau répertoire des concerts de Paris ;
90. Pour qui m’ prenez vous, éd. Maurel ;
91. Printemps libertin. Chansonnette, éd. A. Dorey ;
92. Les Projets de Mimile, éd. Gruny[128] ;
93. La P’tite fossette, éd. A. Dorey ;
94. Les P’tites amoureuses parisiennes, éd. A. Dorey ;
95. Quand tu voudras Colombine, éd. A. Gruny[128] ;
96. Quels tourments !, éd. J. Rueff (Paris Qui chante) ;
97. Les Questions, éd. Granier éditeur ;
98. Qui veut des prunes, éd. A. Dorey ;
99. Le Repos dominical, éd. A. Dorey ;
100. Les Restaurants, éd. Chavat et Girier ;
101. Retour d’Afrique. Sérénade militaire, éd. A La chanson moderne ;
102. Rêve de folie, éd. A. Dorey ;
103. Saisons d’amour, éd. J. Rueff (Paris Qui chante) ;
104. Sans ta maman, éd. A. Dorey ;
105. Si on connaissait l’avenir, éd. Maurel ;
106. Sœur Jacqueline, éd. A. Dorey ;
107. Sous la feuillée, éd. A. Dorey ;
108. Ta chair, éd. Gruny[128] ;
109. Talisman normand, éd. A. Dorey ;
110. Ton départ, éd. Gruny[128] ;
111. Le Trac, éd. Société anonyme du nouveau répertoire des concerts de Paris ;
112. Très excitante, éd. Jean Péheu ;
113. Trottin professionnel, éd. A. Dorey ;
114. Un remède salutaire, éd. A. Dorey ;
115. Vadrouille pharmaceutique, éd. Société anonyme du nouveau répertoire des concerts de Paris ;
116. Le Va-z-et-vient, éd. Gaston Gross[129] ;
117. Viens nous-en, éd. Société anonyme du nouveau répertoire des concerts de Paris ;
118. Le Vœu d’Isaac, éd. Granier ;
119. Les Voisins, éd. Société anonyme du nouveau répertoire des concerts de Paris ;
120. Vous perdez quéqu’ chose, éd. Société anonyme du nouveau répertoire des concerts de Paris ;

Catalogue des éditeurs (mention Mayol créateur ou genre) et attestations avec d'autres chanteurs (édition graphique)
1. Chanson des heures, paroles et musique de Xavier Privas, éd. Gruny[128] ; 
  Créée par Dickson, Mercadier, Ruol[130] 
  Enregistrée par Mercadier (Gramophone Zonophone X-82177 1906)[131]

##### Éditions Charles Mayol
Sont regroupés ici les titres présents sur un ou plusieurs catalogues des éditions Mayol, où Félix Mayol est mentionné comme « genre » ou « répertoire », et pour lesquels n'a pas été trouvé pour le moment d'attestation en édition graphique. Les indications en deuxième ligne après les titres renseignent sur les évolutions de « genre » mentionnés sur les catalogues des éditions Mayol, des premiers catalogues aux catalogues tardifs. Mayol – chanteur et éditeur – a la maîtrise sur les informations publiées sur les catalogues de ses éditions. Il est légitime de considérer les évolutions des attributions (« genre » des chansons) comme une politique éditoriale, et donc de classer ces titres dans une sous-section.
1. Ah ! Ah ! Ah ! 
  genre Lejal → genre Mayol
2. Ah ! si vous voulez du bonheur ou Si vous voulez du bonheur 
  genre Mayol
3. C’était un petit soldat 
  genre Mayol
4. Cachez-ça 
  genre Darbon → genre Mayol
5. Chanson de Suzette, musique Raoul Soler 
  genre Esther Lekain → genre Suzanne Chevalier → genre Mayol
6. Les Châtaignes 
  genre Gabrielle Lange → genre Mayol
7. Les Coiffes 
  genre Yvonnec → genre Mayol
8. Cri du cœur 
  genre Mayol ou genre Lemercier-Norcel, ou Norcel
9. La Dame et le Chien ou La Dame au chien 
  genre Mayol
10. Dans mon jardin 
  genre Mayol
11. La Diligence 
  genre Mayol
12. Le Docteur gai 
  genre Dranem → genre Mayol
13. Doucement 
  genre Mayol
14. Elle frotte 
  genre Mayol
15. La femme qui colle 
  genre Mayol
16. France et prusse 
  genre Mayol
17. La gentille cordonnière 
  genre Mayol
18. Hésitation 
  genre Mayol
19. Il l’aimait beaucoup 
  genre Henriette Leblond → genre Mayol
20. J’adore le printemps 
  genre Mayol
21. La Jolie Laitière 
  genre Mayol
22. La Jolie Photographe 
  genre Mayol
23. Laissez-moi faire 
  genre Mayol
24. Lettre d’un gosse à son père 
  genre Mayol
25. Lettre d’un petit tambour 
  genre Mayol
26. Lorsqu’arrive le printemps 
  genre Darius M. → genre Mayol
27. Louisticana 
  genre Dranem → genre Mayol
28. Ma P’tite Camille ou La P’tite Camille 
  genre Dranem → genre Mayol
29. Mam’zelle Jasmin 
  genre Mayol
30. Marius voyage 
  genre Mayol
31. La P’tite moukère 
  genre Foscolo → genre Mayol
32. Parigote 
  genre Mayol
33. Parisienne savante 
  genre Mayol
34. Le Petit Déclanchement (sic) 
  genre Mayol
35. La Plaintes d’Ali Tchouk-Tchouk 
  genre Mayol
36. Pour bien débuter 
  genre Gabrielle Lange → genre Mayol
37. Le Régiment des entraîneuses 
  genre Foscolo → genre Mayol
38. Revue d’amour 
  genre Lejal → genre Mayol
39. Sérénade à la pâtissière 
  genre Mayol
40. Soir de bonheur 
  genre Dickson → genre Mayol
41. Les Soldats du midi 
  genre Mayol
42. Son joli p’tit chose 
  genre Mayol
43. Tombouctou 
  genre Mayol
44. Totoche 
  genre Mayol
45. Tu n’ veux plus m’aimer 
  genre Dalbret → genre Mayol
46. Un tout petit soldat 
  genre Mayol
47. Viens Gilette 
  genre Esther Lekain → genre Mayol
48. Viens-tu, mon chéri 
  genre Mayol
49. Vous en voudreririez (sic!) ou Vous en voudriez 
  genre Dutard → genre Mayol
50. Y en a ou Y en a, y en a 
  genre Lejal → genre Mayol

Sources : Catalogues des éditions Mayol, en ligne sur Médihal

#### Mémoiresde Mayol
Dans ses Mémoires, Mayol évoque plus de 200 chansons, dont deux données en exemple d'anecdotes. Les précisions données par le chanteur lui-même montrent que toutes ces chansons ne sont pas revendiquées comme des « créations ».
1. L‘Accordeur de pianos (non daté)[132] ;
2. L'Adoration du schah (1912)[133], « chansonnette répertoire Mayol », paroles de Phylo, musique de Laurent Halet, éd. Vve Charles Mayol (cotage n. p.) ; 
 Répertoire FM (« genre Mayol » catalogues)
3. Les Bonnes Grosses Dames (1896), de Jean Bataille, éd. Georges Ondet[134]‘[135]
4. Le Chien policier, éd. Mayol (catalogues : « genre Mayol »)
5. Comme une cigarette (1910)[136] ; 
 Illustration de Serge[41].
6. Elle vendait des petits gâteaux, chansonnette grivoise, paroles de Jean Bertet et Vincent Scotto, musique de Vincent Scotto ;
7. Les Trois Ulhans, de Paul Marinier, éd. Félix (catalogues : « genre Mayol »)

#### Programmes et presse
1. Effet de saisons, éd. Fouquet[137] ;
2. Jour de dêche, éd. Ondet[138] ;
3. Lettre d’un prisonnier boer, Alcazar de Marseille, 30 décembre 1901[139] ;
4. Oh ! la jolie saison, Alcazar de Marseille, 30 décembre 1901[139] ;
5. Visite au salon ou ces dames au salon, Alcazar de Marseille, 30 décembre 1901[139].

### Enregistrements sans attestation graphique
Cette section présente les œuvres enregistrées par Mayol, dont l'attestation en édition graphique n'a pas encore été trouvée ; l'enregistrement du titre par d'autres artistes est mentionné au cas où elle est connue. Les références discographiques sont issues des catalogues discographiques disponibles (cf. sources). Au cas où une référence en édition graphique sans mention de chanteur, ou attribuée à d'autres chanteurs que Félix Mayol (Harry Fragson, Paul Marinier, etc.), est attestée, le titre est intégré dans le catalogue « édition graphique ». Lors de la période d'activité de Mayol, la diffusion des chansons étant assurée par l'édition graphique, l'hypothèse est que des attestations graphiques seront à terme retrouvées pour tous les titres enregistrés par Mayol.
Précisions : l'identification d'une chanson par les références phonographiques exige des recoupements et des vérifications. Les étiquettes des premiers disques mentionnent les compositeurs, mais ni les éditeurs, ni les paroliers ne sont indiqués. Les titres sur les étiquettes ne sont pas toujours identiques à ceux des éditions graphiques ; de plus, l'existence de nombreux titres de chansons homonymes ou très proches (les titres n'étant pas protégés par le droit d'auteur) est source récurrente d'erreurs.
1. Aïcha la brune, musique de M. Franceschini, Pathé (saphir 4439), sans date[140]
2. Les Caniches, musique de L. Gangloff, Gramophone and Typewritter (futur La Voix de son maître)(2-32170/2127-F), avril 1903[141] 
 Attribuée à Goudezki, catalogue Ondet en recto (répertoire et création de Mayol), chanson Tout à son utilité !... (1895)[142]
3. Le Célibataire ou l’Homme sans femme ; 
 Titre attribué à Dranem, catalogue des éditions Mayol
4. Ce que rêvent les hommes, chansonnette, musique de Fragson, Gramophone and Typeweitter (2-32160 / 2047-F, disque 17 cm), avril 1903[141] 
 Mayol évoque cette chanson dans ses Mémoires (p. 113) comme un de ses « succès » de l'année 1896 au Concert parisien (sans préciser « création »)
5. Charmante, Pathé (saphir) 4451/3216 (sans date)[143] 
  Valse extraite de l'opérette La Dame en rose (The Pink Lady, paroles originales de Hugh Morton, musique de Ivan Caryll, créée à Broadway en 1912 puis dans une version française de Louis Verneuil en 1916[144]
6. Les Chiens sauveteurs, chanson d'actualité, Zonophone 11657 (12 septembre 1902)[145]
7. Les Trois petits enrhumés ou La Ballade des trois petits enrhumés (1897-1898)[146] ;
8. Vertus de femmes (1903), paroles de Gil, musique de Gaston Maquis (éditeur non-précisé);

Sources :
- Alan Kelly (dir.), His master's voice/La Voix de son maître : The French Catalogue. A Complete Numerical Catalogue of French Gramophone Recordinds made from 1898 to 1929 in France and elsewhere by The Gramophone Company Ltd, with the cooperation of the EMI Music Archive, Greenwood Press, New York-London, 1990, 679 p.  (ISBN 0-313-27333-2)
- Catalogue de la BNF
- Christian Zwarg, Firmendiscographine (catalogues formats XL téléchargeables)

## Extraits de chansons

### Ah! mad'moiselle… dites-moi donc!
Paroles de G. Arnoult, musique de Gustave Goublier (1910)

Ah! mad‘moiselle, dites-moi donc !

Et‘s-vous d‘ Grenelle ou de London ?

Donnez-moi votre pied avec la cuisse par-dessus le marché !

Vous êt‘s enfant d‘ Bohême,

Tenez, je vois bien ça,

[…]

La petit‘ sans se fair‘ prier

Emm‘na le jeune homme chez elle ;

[…]

Puis ell‘ lui dit : « Joli garçon

Pendant que j'allum‘ la chandelle,

Il faut que tu frottes, mon mignon. »

### Allemagne au-dessous de tout
Chanson patriotique, paroles de Jean Aicard, musique de Blanche Poupon (1914)

La honteuse Allemagne

Tombe plus bas que tout.

Des soldats pris au bagne

N'inspirent que dégoût.

Parmi les pleurs, les râles,

Ils sont ivres de vin,

Brûlent nos cathédrales !

Reims et Louvain

Nous crient : « Vengeance ! »

Vive la France !

### Les Alliances de Guillaume
Créé aux Ambassadeurs (circa 1910), paroles de Paul Marinier, musique recueillie
 et arrangée par Adrien Serge, éd. Marcel Labbé (ML8034)

Cherchant pour l'Allemagne

Des alliances partout,

Guillaum‘ dit à l'Espagne:

« Soyez donc avec nous ! »

Ou ! ou ! ou ! ou ! c'est un sal‘ coup

Mais l'Espagn‘ très gentille

Lui dit dans l'embarras

« J‘ viens de rec‘voir Émile…

Pour l'instant je n‘ peux pas ! »

Ah ! Ah ! Ah! Ah!

### L'Amour muet
Chansonnette créée à l'Alcazar d'été (1908), paroles de F.-L. Bénech, musique de D. Berniaux

Quand je la rencontrais, elle était à g‘noux

D‘vant la statu‘ d'Saint-Antoin‘ de Padoue,

Ses grands yeux au ciel, l'air un peu morose

J‘ pensai : Cett‘ dame a perdu quelque chose

### Arpettes-Marche
Paroles de L. Champigny et F.-L. Bénech, musique de D. Berniaux (1909)

On voit chaqu‘ matin les p‘tites arpettes

Passer guill‘rettes

Sur les boul'vards

Cousett‘es modillons, trottins, fleuristes,

Ont à leur piste de vieux paillards

Aussi sous la pluie

La mine réjouie

L'arpette en traversant

Le ruisseau débordant

Pense à des rivièr‘s de diamant

### L'Autre Cortège
Récit créé au front le 14 juillet 1916, par l'auteur et Madeleine Roch de la Comédie-Française,
 texte de Jean Bastia, musique de scène de Charles Helmer.

Quand Joffre reviendra par les Champs-Élysées

Au milieu des clameurs dont les foules grisées

Salueront son retour vainqueur

Quand les cœurs libérés enfin de leur malaise

Battront le ban de gloire et que la Marseillaise

Ne sera qu'un immense chœur ;

Lorsque, derrière lui, viendront, dorés sur tranches,

Ses généraux, tous les héros de la revanche,

Les capitaines d'aujourd'hui :

Pétain qui gardera Verdun inviolée

### Le Bon Chemin
Chansonnette anglaise créée par Mayol (1912), paroles de Ferdinand-Louis Bénech, 
musique de Romain Desmoulins, éd. L. Bénech (LBP176).

(Refrain final)

Aoh ! Ce n'est pas le bon chemin,

Vous n'arriv'rez jamais à rien.

Vous faites fauss' route,

Dit la p'tite petite Louloutte

Laissez-moi vous conduire gentiment

Donnez-moi donc votr' main

Je vais la conduire

Dans le bon chemin!

### Le Chien sergent de ville
Paroles de Lucien Boyer et Henri Bataille, musique d'Adolph Stanislas, éd. S. Eichard (S47E).

(Premier couplet)

Mesdam's et Messieurs, faut qu' tout le mond' le sache,

Bientôt, dans Paris, y aura plus d'apaches:

On pourra chez soi rentrer l' soir à pied

Car on vient d' créer le chien policier !

(Second couplet)

Ben c' lui qu'a trouvé le chien sergent d' ville

Est loin mes amis d'être un imbécile,

Car un chien, ça court pus vit' qu'un agent

Et ç'a l'avantag' d'être intelligent

### Le Petit Mandarin
Chinoiserie (1909), paroles de P. Ardot et A. Laroche, musique d'Émile Lasailly, éd. Ch. Mayol.

(Incipit)

Un p'tit chinois,

Très grivois

Cherchait en tapinois,

Au bois,

Un minois,

Rencontre une jeun‘ bergère

### Le Poilu et le Tommy
Chansonnette (1914-1918?), paroles de Alcide, musique d'Albert Triollet, éd. Vve Ch. Mayol.

Il y avait un brav' poilu,

Énormément barbu

Et surtout très velu ;

Dans sa tranché', avec lui, y avait aussi

Un joyeux et brav' Tommy.

Ils devinr'nt de bons copains,

Unis par le destin

Et toujours pleins d'entrain.

On les voyaient tous les deux,

S'élancer gaiement au feu.

### Pour ses parents
Paroles et musique d'Henri Christiné (1916).

Ah ! monsieur ! c'est pour mes parents,

Si vous saviez comm‘ ce sont des brav‘s gens,

Moi, j‘ suis une honnête fille

Et j'ador‘ ma famille

(Refrain final)

Mes parents m‘ répètent tous les jours

« Evit‘ le mal et prends garde à l'amour

Fais le bien ». Alors moi, monsieur,

Je l‘ fais aussi bien que j‘ peux !

## Filmographie
Mayol a été filmé à plusieurs reprises par Gaumont pour les Actualités ; on peut signaler la séquence Une soirée mondaine de Henri Diamant-Berger, tournée en 1917, mise en musique par Jean Wiener dans les années 1970

### Films synchronisés avec des enregistrements sonores
L'inventaire des Phonoscènes Gaumont de Mayol est publié dans les catalogues de la firme.
- La Fifille à sa mère no 143
- Le Petit Panier no 144
- Le Petit Grégoire no 145
- La Fifille à sa mère no 146
- Lilas blanc no 147
- Le Jeune Homme et le trottin no 148
- La Polka des trottins no 149
- La Paimpolaise no 150
- C'est une ingénue no 151
- Si ça t‘ va no 152
- À la cabane bambou no 153
- Questions indiscrètes no 154
- La Matchiche no 155

Longs métrages :
- 1922 : rôle d'un homme qui prend un prospectus, Le Filon du bouif de Louis Osmont[154]
- 1933 : rôle de l'abbé, La Dame de chez Maxim's d'Alexander Korda[155]
- 1932 : rôle du chanteur populaire, Aux urnes, citoyens de Jean Hémard[156]

## Discographie
Une partie des chansons de Mayol n'a cessé d'être rééditée, au fur et à mesure de l'évolution de l'édition phonographique : sur 33 tours vinyl, puis depuis l'invention du CD au travers d'anthologies (par artiste, thème ou année).
Rééditions CD :
- Mayol (23 titres), coll. Chansophone DK 040, 1995 – Livret de 7 pages de Jacques Primack et Gilles Pétard[157].

## Sources historiques
- Mayol, Mémoires recueillis par Charles Cluny, éd. Louis Querelle, 1929, 335 p.
Plusieurs index : « liste alphabétique des personnalités, villes, œuvres et établissements cités au cours du présent ouvrage » ; « Chansons » (p. 328-332) ; « Œuvres littéraires et théâtrales » (p. 332) ; « Villes » (p. 332-333) ; « Établissements » (p. 333-334).
- Une heure de musique avec Mayol, préface de Charles Cluny, série légère no 9, coll. du musicien, éd. Cosmopolites, 1930.
- G. Périchard, « Mayol », Les Hommes du jour. Annales politiques, sociales, littéraires et artistiques no 220 (5e année), 6 avril 1912, dessins de G. Raïeter).
- Georges Pioch, « Monsieur Mayol », Les Hommes du jour. Annales politiques, sociales, littéraires et artistiques no 497, 27 octobre 1917, p. 2-3 (photo Mayol par Henri Manuel en couverture.

### Édition musicale: revues, recueils et placards
- La Musique pour tous no ??, « Mayol (1re série) », s.d.
Dix chansons : Le Printemps chante, Le Petit Panier, Les Plaisirs de la plage, Sérénade à l'inconnue, Folichonnade,  L'Amour à chaque étage, Family-House, Souviens-toi, La Neige, Au r'voir.
- La Musique pour tous no 27, janvier 1908, « Mayol (2e série) »[159]
Contient :  Catalogue (p. 2) ; « Un chanteur populaire Mayol », article de Jean-Pascal (pp. 3-4) ; « Mayol et la presse » (p. 5) ; Dix chansons : Le Vrai Diabolo, Le Jeune Homme et le Trottin, Celle qui vous aime, Le Repos du dimanche, La Chasse, La Fifille à sa mère, Quand on voyage, L'Amour qui s'en va, Les Suicides d'un auteur, L'Espérantelle.
- La Musique pour tous no 60, « Mayol (3e série », s.d. (illustration couverture par Joë Bridge)
Contient : Mayol chez lui par Eugène Joullot ; dix chansons : Clématite. Polka japonaise, Les Mains de femmes, Chand d'amour, Leur fille, La Dame et l' monsieur, C'était sa gosse, Petite Nichonette, Elle est gentille, Quand vient l'été, Les « Panpan ».
- La Petite musique pour tous no 16, éd. universelle, « Les grands succès de Mayol », s.d.
  Contient  
 Bou-dou-ba-da-bouh !, Come darling, Le Gosse et le Chien, Mon blanc Muguet, Lettre d'un petit tambour.
- Mayol  
  Recueil de douze chansons avec la musique (exemplaire incomplet), piano-chant, éd. Charles Mayol, 1910 
 Chansons illustrées par des miniatures (non-signées) inspirées des frises de Léon Pousthomis. Contient  
  publicité liqueur Mon médecin ; photo Mayol en Égypte (1908) ; Avis  
  « À partir du 1er septembre 1910, Mayol devient directeur du grand Concert parisien. C'est dans cet établissement qu'il interprétera les nombreuses chansons qu'il a l'habitude de lancer chaque année à Paris. Il sera entouré d'une troupe d'artistes de premier ordre. » (p. 2) ; Huit chansons (avec la date du copyright et une partie des cotages)  
 Les Fraises de Plougastel, Petite Moucheronne, La Ceinture, Dans le biplan, Amoureux Sauvetage, Le Métier des amours, J'étais pure et Banane et Printemps ; publicités A. and S. J. Van Arpels ; manufactures de pianos Henri Pruvost, Cheveux coiffures Loisel, Christiné compositeur-éditeur de musique ; Sylvain Rosenthal, tailleur de Mayol, Hygiène et antisepsie de la bouche La Mayoline (avant-dernière page).
- Environ 100 enregistrements de Mayol en ligne sur la Phonobase